# 电视指南 (美国杂志)
《電視指南》（英語：TV Guide，另有「電視導報」、「電視周刊」等譯名）是发行于美國的雜誌，1953年4月3日創刊，現在是全美銷量前列的杂志之一。主要內容包括了電視節目表、電視節目動態、名人訪談、八卦新聞和電影評論等，有時也會刊登一些占星和填字遊戲。
另外在加拿大也有发行同名同商标的杂志，不过两者分屬不同的公司，社論風格也大相徑庭。